# Torrecilla de la Torre
Torrecilla de la Torre is een gemeente in de Spaanse provincie Valladolid in de regio Castilië en León met een oppervlakte van 7,28 km². Torrecilla de la Torre telt 30 inwoners (1 januari 2016).

## Demografische ontwikkeling
Bron: INE, 1857-2011: volkstellingen